# Haringhuizen
Haringhuizen (52° 46′ N, 4° 50′ L) é uma cidade dos Países Baixos, na província de Holanda do Norte. Haringhuizen pertence ao município de Niedorp, e está situada a 11 km, a norte de Heerhugowaard.
A área de Haringhuizen, que também inclui as partes periféricas da cidade, bem como a zona rural circundante, tem uma população estimada em 170 habitantes.